# GS1

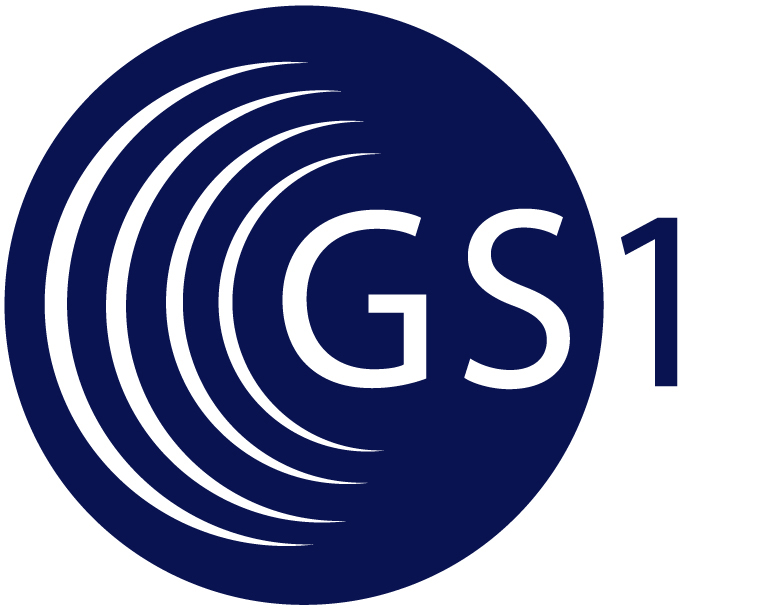
Logo van GS1

GS1 (Global Standards One) is een wereldwijde organisatie gericht op het ontwerp en de invoering van standaarden op het gebied van elektronische communicatie tussen bedrijven.
GS1 is ontstaan door het samengaan van de Amerikaanse Uniform Code Council (UCC), de Electronic Commerce Council of Canada (ECCC) en de Europese organisatie EAN International.  GS1 heeft twee hoofdkantoren: een in Brussel en een in Lawrenceville (New Jersey). GS1 heeft aangesloten organisaties in meer dan 100 landen.
De meest bekende producten van GS1 zijn:
- barcodes, zowel die voor consumenten als voor transporteenheden;
- gestandaardiseerde elektronische berichten, zowel volgens de EDIFACT-standaard als in XML-formaat.

Ook is GS1 actief in de invoering van RFID en bij het opzetten van databases voor het uitwisselen van productinformatie tussen handelspartners.
Voor Nederland worden de nummers toegewezen door GS1 Nederland. Men kan kiezen voor 10, 20, 30 (1, 2 of 3 reeksen van de eerste 11 cijfers), 100 (een reeks van de eerste 10 cijfers), 1000 (een reeks van de eerste 9 cijfers), 10.000 (een reeks van de eerste 8 cijfers), 100.000 of een veelvoud van 100.000 nummers (een of meer reeksen van de eerste 7 cijfers). Andere aantallen zijn door de sterk degressieve periodieke tarieven niet interessant. Wie bijvoorbeeld 20.000 nummers nodig heeft krijgt er 100.000. Voor wie meer dan 30 nummers nodig heeft zijn de tarieven veel sterker afhankelijk van de omzet dan van het aantal nummers.